# ارثیه ایرانی
ارثیه ایرانی نمایشنامه‌ای است از اکبر رادی از سالِ ۱۳۴۶.

## خلاصه داستان
پردهٔ اول: با روایت جلیل که می‌خواهد حقیقتی را بر ملا سازد، شروع می‌شود. خانه‌ای سنّتی در یکی از محله‌های قدیمی تهران با دو خانوار. آقابالا مستأجر طبقهٔ دوم به بهانه‌ای، بدهی‌اش را از موسا مطالبه می‌کند، تا خانه را تخلیه کند. موسا پدرِ خانواده که معمّم است و پیش‌نماز مسجد و محضردار، از جلیل پسرِ کوچکش، می‌خواهد تا دانشگاه را رها کرده و به دنبال کسب و کار رود. جلیل بی‌مسئولیتی او را به رخ کشیده و جریان همسرِ دوم پدر را بر ملا می‌کند. موسا از جلیل می‌خواهد تا با عظیم برادرِ بزرگ‌ترش، دربارهٔ بدهی آقابالا صحبت کند. جلیل نمی‌پذیرد. شکوه نیز بر خلاف خواستهٔ پدر با گلزار دخترِ آقابالا، پنهانی به یک مهمانی می‌رود.
پردهٔ دوم: موسا چون منتظر مسجدی است که قرار است متولّیِ آن شود، بی‌پول است. او مسئلهٔ مستأجرها را با عظیم در میان می‌گذارد. خانه به نامِ عظیم است و نان‌آور خانواده نیز او. عظیم مایل است خانهٔ الهیه را که ارثِ به‌جامانده از جواد است، بفروشند. جواد پسر ارشدِ موسا، سه ماه است که در اثر یک تصادف از دنیا رفته. موسا که علت مخالفت خود با فروش خانهٔ الهیه را بد نامی آن عنوان می‌کند، عظیم را راضی می‌کند تا با گلزار ازدواج کند. شکوه که قوزی مزاحم زیر درخت چنار را به‌خاطر گلزار می‌داند، از عشقش به یک خواننده می‌گوید که قرار است به‌خاطر صدای شکوه، او را با یک آهنگساز آشنا کند. انیس مادرِ خانواده که دلِ خوشی از خانوادهٔ آقابالا ندارد، علت آزار مستأجرها را، زیبایی شکوه نسبت به گلزار می‌داند. آقابالا بیمار است و علیل و بی‌کار. همسرش قیصر، یک پنجهٔ ابوالفضل به عظیم می‌دهد تا به چشمش که سرِ کار آسیب دیده، بمالد و شفا یابد. انیس که از بی‌تفاوتی جلیل به عظیم دلخور است می‌گوید او را هم مثل جواد، که خانه را ترک کرده بود، نفرین خواهد کرد.
پردهٔ سوم: جلیل با دزدیدن جهیزیهٔ شکوه و خرج آن در کافه‌ها، باعث مشاجره‌ای سخت در خانه می‌شود. عظیم که پایان‌دهندهٔ دعواست، پنهانی پولی در جیب جلیل گذاشته و او را راهی می‌کند. عظیم راجع به گلزار با مادرش صحبت می‌کند. انیس به‌خاطر شکوه مخالف است. او گلزار را که معلم است و متجدّد شده، مناسب عظیم که پسری مذهبی است نمی‌داند. اما عظیم قصد دارد با راهی کردنِ مادر و خواهر به خانهٔ الهیه، سروسامانی به زندگی‌اش دهد. پاکزاد، همان قوزی مزاحم، به خواستگاری شکوه می‌آید و درحالی‌که عظیم و انیس راضی‌اند، شکوه ناراضی است.
پردهٔ چهارم: قیصر، به‌خاطر ازدواج گلزار با پسرداییِ سروانش، خواستگاری عظیم را رد می‌کند. عظیم که علت را معیوبی چشمش می‌داند، تصمیم می‌گیرد خانه را فروخته و انیس و شکوه را راهی خانهٔ الهیه کند تا با پولش، هم مستأجرها را بیرون کند و هم مغازه‌اش را گسترش دهد. ولی موسا به‌خاطر این‌که همسرِ دومش را در آن خانه جای داده، مخالفت می‌کند و تصمیم می‌گیرد انیس و شکوه را در مسجد جای دهد. شکوه که عاشق خوانندگی است، می‌خواهد با نام مستعارِ آرزو در رادیو خواننده شود و به‌این‌ترتیب مادرش را پول‌دار و خوشبخت کند. عظیم با جلیل مشاجرهٔ سختی می‌کند. در پایان، قیصر به اتاق عظیم آمده، او را نرم و برّه وار به صندوق‌خانه می‌برد، درحالی‌که موسا شاهد این ماجراست و آقابالا به دنبال همسرش. جلیل دوباره روایت می‌کند. چهار ماه از این وقایع گذشته. او دانشگاه را رها کرده و به سربازی رفته است. قرار است انیس با خرجِ عظیم به سفر حج برود. موسا سرگرم کار خود است و شکوه، پنهانی آواز می‌خواند. خبری از فروشِ خانه نیست و مستأجرها نیز به صرافت طلبشان نیستند. خانه تقریباً آرام است، ولی این آرامشی است قبل از طوفان.

## نمایشِ تلویزیونی
یک نمایشِ تلویزیونی به سالِ ۱۳۵۶ به کارگردانیِ محمود محمد یوسف از این نمایشنامه پخش شد.

### بازیگران
- منوچهر فرید
- آذر فخر
- اسماعیل محرابی
- داریوش ایران‌نژاد
- محمد مطیع
- امین تارخ
- آزیتا لاچینی
- میترا فتحی
- فیروزه اصولی
- مریم لاچینی